# アイリス・マードック
ジーン・アイリス・マードック（英語: Jean Iris Murdoch, 1919年7月15日 - 1999年2月8日）は、アイルランド出身の英国の哲学者・作家・詩人。
倫理的・性的な主題を巻き込み、セクシャルに纏わる筆者の独特の倫理観や「無自覚のままに起こされた行動」について問題提起してゆく著書は、緻密なキャラクター造形かつ読者の興味をかきたてられるような構想ゆえに名高い。
「愛する事を教えてくれたあなた。今度は忘れる事を教えて下さい」という格言が有名である。
処女出版小説『網のなか Under the Net』（訳：鈴木寧）は、2001年に米国の『モダン・ライブラリー』誌編集部によって、20世紀の英語小説ベスト100の一冊に選ばれた。1987年に大英帝国勲章を授与され、デイムの称号を得た。
2001年のアメリカ映画『アイリス』は、最晩年にアルツハイマー症を患うまでの彼女の姿を、6歳下の夫ジョン・ベイリーの視点を通して描き出している。

## 略歴
ダブリン出身。父親のウィリス・ジョン・ヒューズ・マードックは、ベルファスト近郊カウンティ・ダウンの、長老派教会に属する農夫の家系の出身で、かつて声楽家を目指した母アイリーン・アリス・リチャードソンは、ダブリン出身のアイルランド聖公会の信徒であった。幼くして両親に連れられロンドンに渡り、この地で父親は文官を務めた。
ブリストルで教育を受けた後、オックスフォードのサマーヴィル・カレッジで古典・歴史・哲学などを学ぶ。後にセント・アンズ・カレッジの研究員となる。
1954年にはじめての小説「網のなか」、哲学に関するエッセイ、ジャン＝ポール・サルトルに関する研究書などを執筆。1956年にジョン・ベイリーと結婚。
マードックのセクシャルを題材とした図書を複数出版する一方、配偶者であるベイリーは性に対するイメージは後ろ向きなものであったようである。
1997年にアルツハイマー病と診断され、歿年をオックスフォードで迎えるまで、夫のベイリーに支えられながら25の小説・哲学書などを執筆した。

## 小説
マードックは、プラトン、フロイト、サルトルたちから強い影響を受けている。マードックの小説は激しさと奇怪さがかわるがわるあり、ブラック・ユーモアと予測できない筋のひねりに満ち、登場人物たちに認められる上流階級の洗練されたうわべはえぐり取られている。『鐘』（1958年）、『A Fairly Honourable Defeat』（1970年）など、マードックは作品の中に非ステレオタイプのゲイの登場人物を出すことがよくある。
マードックは主として写実的な手法で書いているが、象徴をミスリーディングに使って、また、緻密な場面描写の中にファンタジーの要素を混ぜることによって、作品に曖昧さを導入しようとした。『ユニコーン』（1963年）は洗練されたゴシック小説として、あるいはゴシックで飾った小説として、ひょっとしたらゴシックのパロディとして楽しむことができうる。『黒衣の王子』（1973年）はエロティックな妄想についての考察で、登場人物たちが語り手および「あとがき」を書く謎の人物に異議を唱える時、テキストは錯綜し、多様な解釈を生む。
マードックは1978年に『海よ、海』でブッカー賞を受賞した。この本は愛の力と喪失を描いた美しく緻密な小説で、主人公の隠退した男優は、数十年離れ離れだったかつての恋人と再会した時、嫉妬に押しつぶされる。
マードックの作品のいくつかが映画化されている。『野ばら』と『鐘』はイギリスでテレビシリーズ化された。『切られた首』はJ・B・プリーストリーによって戯曲化され、リチャード・アッテンボロー演出、イアン・ホルム主演で1971年に上演された。

## 論争
マードックの生涯に関する論争は、2003年のA.N.ウィルソンの著書『私の知るアイリス・マードック Iris Murdoch as I Knew Her』によって火蓋が切られた。同書は ガーディアン紙によって、「おちゃめな啓示」で「びっくりするほどエッチだ」と評されており、ウィルソン自身もこれは「反伝記」であると分類している。ウィルソンは対象に対する愛着を注意深く言明してはいるものの、マードックの背信や放縦さについて書くことにやぶさかではない。ウィルソンによると、マードックは「背信行為を生き甲斐にしていた」というのである。しかしながらマードックが「恋多き女」であったことは、すでに夫ベイリーの伝記にも書かれていることであり、ウィルソンの文章は、ことさら目立つ部分をスキャンダラスに騒ぎ立て、マードックの作品群が持つ重厚さに対して、消極的なレッテルを貼る行為にすぎないといわざるを得まい。

## 作品

### 小説
- 『網のなか』 Under the Net (1954) 鈴木寧訳、白水社、1965
- 『魅惑者から逃れて』 The Flight from the Enchanter (1956)
  - 『魔術師から逃れて』井内雄四郎訳 太陽社 1969 「魅惑者から逃れて」集英社文庫
- 『砂の城』The Sandcastle (1957) 栗原行雄訳、太陽社、1968 のち集英社文庫
- 『鐘』The Bell (1958) 丸谷才一訳、集英社、1967 のち文庫
- 『切られた首』A Severed Head (1961)工藤昭雄訳、新潮社、1963
- 『野ばら』An Unofficial Rose (1962) 菅原時子訳 サンリオ 1983.2
- 『ユニコーン』The Unicorn (1963) 栗原行雄訳 晶文社 1973
- 『イタリアの娘』The Italian Girl (1964) 中川敏訳、冬樹社、1966
- 『赤と緑』The Red and the Green (1965) 小野寺健訳 河出書房新社 1970
- 『天使たちの時』The Time of the Angels (1966) 石田幸太郎訳、筑摩書房、1968
- 『愛の軌跡』The Nice and the Good (1968) 石田幸太郎訳 創元社 1972
- 『ブルーノの夢』Bruno's Dream (1969) 中川敏訳、筑摩書房、1970
- A Fairly Honourable Defeat (1970)
- An Accidental Man (1971)
- 『ブラック・プリンス』The Black Prince (1973)鈴木寧訳 講談社 1976
- 『愛の機械』The Sacred and Profane Love Machine (1974) 鈴木寧訳、集英社、1979
- 『魔に憑かれて』A Word Child (1975) 中川敏訳 集英社 1979.3
- 『勇気さえあったなら』Henry and Cato (1976) 栗原行雄訳 集英社 1980.6
- 『海よ、海』The Sea, the Sea (1978) ブッカー賞受賞作品 蛭川久康訳、集英社、1982
- Nuns and Soldiers (1980)
- The Philosopher's Pupil (1983)
- The Good Apprentice (1985)
- 『本をめぐる輪舞の果てに』The Book and the Brotherhood (1987)蛭川久康訳 みすず書房 1992.11
- The Message to the Planet (1989)
- The Green Knight (1993)
- 『ジャクソンのジレンマ』Jackson's Dilemma (1995) 平井杏子訳 彩流社 2002.10
- Something Special (Short story reprint, 1999; originally published 1957)

### 哲学書
- 『サルトル：ロマン的合理主義者』Sartre: Romantic Rationalist (1953) 田中清太郎,中岡洋訳 国文社 1968
- 『善の至高性-プラトニズムの視点から』The Sovereignty of Good (1970) 菅豊彦,小林信行訳 九州大学出版会 1992.4
- 『火と太陽：なぜプラトンは芸術家を追放したのか』The Fire and the Sun (1977) 川西瑛子訳 公論社 1980.1
- Acastos: Two Platonic Dialogues (1986)
- Metaphysics as a Guide to Morals (1992)
- Existentialists and Mystics (1997)
- 『アイリス・マードック随筆・対談集』橋本信子ほか訳 室谷洋三編 大学教育出版 1999.5

### 戯曲
- 切られた首 A Severed Head (J.B.プリーストリーとの共著 1964)
- イタリアの娘 The Italian Girl (ジェイムズ・ソーンダースとの共著 1969)
- The Three Arrows & The Servants and the Snow (1973)
- 黒衣の王子 The Black Prince (1987)

### 詩
- A Year of Birds (1978年、改訂版：1984年)
- Poems by Iris Murdoch (1997年)